# Guimarães Open
Il Guimarães Open è stato un torneo professionistico di tennis giocato su campi in cemento a Guimarães in Portogallo. Faceva parte dell'ATP Challenger Tour e si è tenuta la sola edizione del 2013.

## Albo d'oro

### Singolare
| Anno | Campione   | Finalista    | Punteggio |
| ---- | ---------- | ------------ | --------- |
| 2013 | João Sousa | Marius Copil | 6–3, 6–0  |

### Doppio
| Anno | Campioni                           | Finalisti                                       | Punteggio           |
| ---- | ---------------------------------- | ----------------------------------------------- | ------------------- |
| 2013 | James Cluskey Maximilian Neuchrist | Roberto Ortega-Olmedo Ricardo Villacorta-Alonso | 6(7)–7, 6–2, [10–8] |